# Zeche Möller
Die Zeche Möller war ein Steinkohlen-Bergwerk in Gladbeck.

## Geschichte
Im Jahre 1894 fassten mehrere Einzelgewerken ihren Felderbesitz unter der Stadtgrenze zwischen Bottrop und Gladbeck zusammen und gründeten die Gewerkschaft „Vereinigte Gladbeck“. Diese begann 1895 in Rentfort mit dem Abteufen der Doppelschachtanlage Thyssen 1/2. Bedingt durch einen Wassereinbruch mussten die Teufarbeiten 1896 zeitweise unterbrochen werden, woraufhin im südlichen Grubenfeld mit dem Abteufen der Schachtanlage Professor 3/4 begonnen wurde. Die Schachtanlagen Thyssen und Professor wurden unter dem Namen Zeche Vereinigte Gladbeck konsolidiert. 1898 wurden die Teufarbeiten wieder aufgenommen; 1901 ging die Schachtanlage Thyssen 1/2 in Förderung. Im selben Jahr gründete der preußische Staat die Bergwerks-AG Recklinghausen, die neben einigen anderen Grubenfeldern am Nordrand des Ruhrgebiets auch die Zeche Vereinigte Gladbeck übernahm.
Die Schachtanlage Thyssen 1/2 wurde nach dem vormaligen preußischen Handelsminister Theodor von Möller in Möllerschächte umbenannt. Schacht 1 wurde mit einem deutschen Strebengerüst und einem dazu rechtwinklig stehenden Hilfsgerüst für eine Doppelförderung ausgestattet, während Schacht 2 nur eine Befahrungsanlage erhielt.
Ab 1905 wurde die Bergwerks-AG Recklinghausen in Personalunion mit der Hibernia AG geleitet. Die Aufsicht über die Zeche Möller und die Zeche Rheinbaben (ehemals Professor 3/4) hatte die Berginspektion 2. 1911 wurde auf Möller 1/2 eine Kokerei in Betrieb genommen. 1915 wurde zwischen den beiden Schachtanlagen ein Wetterschacht niedergebracht. Wegen der Beibehaltung der gemeinsamen fortlaufenden Schachtnumerierungen wurde dieser Schacht Möller 5 genannt, und der Werksdirektion Möller zugeordnet.
1927 wurde die Bergwerks-AG Recklinghausen komplett von der Hibernia AG übernommen. Die Berginspektion 2 wurde in das Bergwerk Gladbeck mit den eigenständigen Werksdirektionen Möller und Rheinbaben überführt. Die Kokereien beider Schachtanlagen wurden nach und nach stillgelegt. Ab 1936 wurden beide Schachtanlagen als Einzelzechen fortgeführt. Die jährliche Förderung der Zeche Möller 1/2/5 betrug 600.000 t Kohle.
Ab 1940 wurden die modernen Förder- und Aufbereitungsanlagen der Zeche Rheinbaben mitbenutzt. Das Schachtgerüst des Möller-Schachts 1 wurde zu einem einfachen Strebengerüst umgebaut. Von 1945 bis 1947 musste die Gesamtförderung durch den Schacht Möller 1 vorübergehend komplett übernommen werden, da die Hauptförderanlage Rheinbaben 3/4 kriegsbedingt stilllag.

## Stilllegung
Bedingt durch die Kohlekrise der 1960er Jahre wurden die Zechen Möller und Rheinbaben vollständig zum Verbundbergwerk Möller/Rheinbaben zusammengefasst. 1967 erfolgte die Stilllegung des Verbundbergwerks, da die Hibernia AG von einem weiteren Ausbau des Bergwerks zugunsten der benachbarten Schachtanlagen Abstand nahm. Die Beschäftigten wurden von anderen Hibernia-Zechen übernommen.
Die Schächte Möller 1 und 2 wurden verfüllt und die Tagesanlagen abgebrochen. Der Schacht Möller 5 wurde als Wetterschacht dem Verbundbergwerk Jacobi/Franz Haniel zugeordnet.

## Heutiger Zustand
Auf dem Gelände der Zeche Möller 1/2 ist nach und nach Gewerbeansiedlung erfolgt, die von der ursprünglichen Nutzung kaum etwas erkennen lässt.